# Трансанална иригација
Трансанална иригација (акроним TAI Transansanal irrigation) ректума и дебелог црева је минимално инвазивна терапијска метода увођењем воде преко ануса код болесника, што треба да помогне евакуацију фецеса из црева. Редовним пражњењем црева употребом ТАИ, постиже се контролисана функција црева, која након неколико понављања  у великој мери код пацијената са дисфункцијом црева, поново успоставља нормално пражњење измета, применом рутине или паравог времена и место евакуације измета.
Код пацијената са инконтиненцијом столице, трансанална иригација се показала као ефикасан начин регулације пражњење дисталног колона и ректума,  јер омогућава да нови фецес доспе у ректум у просеку након 2 дана, што спречава перманентно „цурење” измета између две иригације. Код пацијената са опстипацијом, редовна евакуација ректосигмоидног региона може убрзати транзит кроз цео колон. Ова метода се показала и изузетно корисна, и брзо је прихваћена, код високо симптоматских група пацијената са рефракторним аноректалним симптомима.

## Историја
Историјски гледано, употреба иригација дебелог црева или трансаналне иригације  (TAI) посматрана је као алтернативна терапија за лечење широког спектра стања која се не односе на дисфункцију црева, укључујући мучнину, умор, депресију, главобољу, анксиозност и реуматизам.
Међутим, данас се на TAI гледа као на ефикасан третман код особа које могу имати дисфункцију црева и сродне симптоме затвора и фекалне инконтиненције. Такве особе би укључивале људе са неуропатским поремећајима црева, стањима која утичу на контролу сфинктера или поремећаје покретљивости црева. повреда ректума, сфинктера или црева, споро транзитно време, потешкоће у евакуацији или пролапс због слабог / оштећеног дна карлице и хронична фекална инконтиненција.
Данас TAI може да обавља особа са дисфункцијом црева или неговатељ или здравствени радник.

## Индикације
Овај метод је посебно индикован код особа која пате од тежих облика неурогене дисфункције црева,  проузроковане оштећењем нервног ткива које инервира дебело црево и ректум, и корелира са квалитетом живота.
Повреде кичмене мождине —  карактерише неурогене дисфункције црева која је оцењена као значајно веће од других облика поремећаја, и чини приближно половина свих особа са лезијом кичмене мождине, који имају умерене до тешке симптоме повезане са неурогенеом дисфункцијом црева.
Амиотрофична латерална склероза
Амиотрофична латерална склероза (АЛС), Шаркоова болест или Лу Геригова болест (скраћено АЛС) припада групи неуролошких болести централног нервног система, и примарно захвата горње и доње моторне неуроне. Једна је од најчешћих болести проузрокованих дегенерацијом моторних неурона. Она може да се јави појединачно или као наследна породична болест (10% свих случајева АЛС-а). За 20% наслеђених АЛС-а доказана је мутација гена за цитосол, бакар/цинк супероксид дисмутазу (СОД 1). До данас је идентификовано готово 50 СОД 1 мутација код особа с породичним АЛС-ом. Мада је свако подложан обољењу, АЛС најчешће погађа средовечне особе.
Мултипла склероза
Посттрауматски попремећаји
Паркинсонова болест
Спина бифида
Секундарна хируршка ресекција код рак ректума. 